# نانگوس، نیو ساوت ولز
نانگوس (به انگلیسی: Nangus) یک شهرک در استرالیا است که در نیو ساوت ولز واقع شده‌است.